# Der Klassiker
Der Klassiker ('de klassieker'), ook wel de Duitse Clasico genoemd, is de bijnaam voor een voetbalwedstrijd tussen de Duitse clubs Bayern München en Borussia Dortmund. 

## Geschiedenis
De eerste wedstrijd tussen de twee clubs werd gespeeld op 16 oktober 1965 en resulteerde in een 2–0 winst voor Borussia Dortmund. Beide doelpunten werden gemaakt door Reinhold Wosab.
In 1971 won Bayern thuis met 11-1 van Dortmund, hun grootste overwinning in de Bundesliga ooit. Overigens waren destijds vooral Borussia Mönchengladbach, Hamburger SV en Werder Bremen de belangrijkste tegenstanders van Bayern.
De echte rivaliteit ontstond pas in de jaren negentig. Onder leiding van Ottmar Hitzfeld won Dortmund zijn eerste titel in 1995 nadat de club al vier keer achter elkaar was geëindigd in de top vier van de Bundesliga. Ook het seizoen daarna won Dortmund. Lothar Matthäus, toenmalig aanvoerder van Bayern provoceerde zijn landgenoot Andy Möller door hem te verwijten een huilebalk te zijn, en veegde denkbeeldige tranen van zijn gezicht. Möller reageerde door Matthäus in het gezicht te slaan. Bayern won dat jaar de Bundesliga, maar moest toezien hoe Dortmund uitgerekend in het Olympiastadion in München, Juventus versloeg in de Champions leauge-finale.
Overigens is er ook kritiek om deze wedstrijd een klassieker te noemen. Critici stellen dat historisch gezien er weinig rivaliteit tussen de clubs is en dat beide clubs belangrijker derbies hebben.